# Ptychadena obscura
Ptychadena obscura är en groddjursart som först beskrevs av Schmidt och Robert F. Inger 1959.  Ptychadena obscura ingår i släktet Ptychadena och familjen Ptychadenidae. IUCN kategoriserar arten globalt som livskraftig. Inga underarter finns listade i Catalogue of Life.